# Genthin
Genthin è una città della Sassonia-Anhalt, in Germania.

Appartiene al circondario del Jerichower Land.

## Geografia antropica

### Suddivisioni amministrative
Genthin si divide in otto Ortschaft (letteralmente: "comunità locali"), alcune delle quali comprendono al loro interno delle frazioni, dette Ortsteil (letteralmente: "suddivisioni locali").
Le Ortschaft sono:
- Stadt Genthin (comprendente l'Ortsteil di Hagen)
- Parchen (comprendente l'Ortsteil di Wiechenberg)
- Mützel (comprendente l'Ortsteil di Hüttermühle)
- Tucheim (comprendente gli Ortsteil di Wülpen, Holzhaus e Ringelsdorf)
- Gladau (comprendente gli Ortsteil di Dretzel e Schattberge)
- Paplitz (comprendente l'Ortsteil di Gehlsdorf)
- Schopsdorf
- Fienerode